# Gherasim Luca
Gherasim Luca (născut Salman Locker), n. 23 iulie 1913, București – d. 9 februarie 1994, Paris), cunoscut și sub numele de Zolman Locker, Gherashim Luca, Costea Sar și Petre Malcoci,  a fost un teoretician al suprarealismului și un poet român-francez, evreu de origine, care a trăit și activat în România și Franța, frecvent citat în operele cuplului Gilles Deleuze și Félix Guattari. A scris mai ales în limba franceză. În țara sa de baștină, Luca a aderat de foarte tânăr la mișcarea avangardistă, fiind un membru marcant al grupului de la Alge (1930, 1933). În cadrul celui de-al doilea val suprarealist, s-a alăturat grupului format din Gellu Naum, Victor Brauner, Jack Herold.

## Biografie
Luca s-a născut la București. Tatăl său, Berl Locker, un croitor evreu, a decedat în 1914. Luca vorbea patru limbi, idiș, româna, germana și franceza.
Din 1938, a călătorit frecvent la Paris, Franța, unde a intrat repede în cercurile mișcării artistice ale suprarealismului.
Din 1945 până în 1947 a fondat un grup de artiști suprarealiști, numit Infra-noir, din care mai făceau parte Gellu Naum, Paul Păun, Virgil Theodorescu și Dolfi Trost.
La scurt timp, au început să publice, inclusiv poeme în limba franceză. A inventat cubomania și, cu Dolfi Trost, a fost autorul celebrului manifest "Dialectica dialecticii".
Luca a emigrat în 1951 în Israel sub pretextul întregirii familiei, iar după un an a plecat la Paris.

## Rețeta unei cubomanii
Într-o „lecție de cubomanie în viața de toate zilele” Luca recomanda, pe urmele lui Tristan Tzara: „Alegeți trei scaune, două pălării, câteva umbrele, câteva pietre, mai mulți arbori, trei femei goale și alte cinci bine îmbrăcate, șaizeci de bărbați, câteva case, vehicule din toate epocile, mănuși, telescoape, etc. Tăiați totul în bucăți mici (de exemplu, 6x6) și amestecați-le bine într-o piață largă. Reconstituiți după legile hazardului sau cum vi se năzare și veți obține peisajul pe care vi l-ați dorit întotdeauna”.
Criticul Ion Pop surprinde în creația lui Gherasim Luca „o deconstrucție și o rearticulare a limbajului considerat ca substanță sonoră în permanent proces genezic (...) în care gravitatea efortului de cristalizare a semnificantului și mesajului se conjugă cu o particulară disponibilitate ludică”.

## Activitatea literară pariziană
La Paris va colabora cu alți artiști celebri (Jean Arp, Paul Celan, François Di Dio și Max Ernst), producând un număr impresionant de colaje, desene, obiecte sau texte-instalații. Din 1967, a citit fragmente din opera sa la Stockholm, Oslo, Geneva, New York City și San Francisco. Documentarul TV din 1988, portretul său realizat de Raoul Sanglas Comment s'en sortir sans sortir, l-a făcut extrem de popular în Europa.
Cu toate acestea, în 1994, a fost evacuat din apartamentul său, sub pretextul unei curățenii generale. Luca, care a locuit timp de 40 de ani în Franța, fără nici un fel de acte, a avut o singură reacție.  La 9 februarie, la vârsta de 80 de ani, s-a sinucis, sărind în Sena, exact ca prietenul sau, Paul Celan.

## Listă de lucrări

### Lucrări publicate în România
- Un loup à travers une loupe, București, 1942. Un lup privit printr-o lupă, poem în proză, singurul care a fost publicat, inițial, în limba română. A fost, mai târziu, tradus chiar de Gherasim Luca în limba franceză. A rămas inedit în Franța până la ediția din 1998, cînd a fost publicat la editura Éditions José Corti
- Roman de dragoste, Colecția Alge, 1933 (ilustrată de Jules Perahim)
- Fata Morgana, Atelierele Ramuri, 1937
- Quantitativement aimée (Iubită cantitativă), Les Éditions de l’Oubli (Editura Uitării), București, 1944
- Le vampire passif, avec une introduction sur l’objet objectivement offert (Vampirul pasiv, cu o introducere asupra obiectului obiectiv găsit), Les Éditions de l’Oubli (Editura Uitării), București, 1945 (cu un portret găsit și optsprezece ilustrații)
- Un lup văzut printr-o lupă, Editura Negația Negației, 1945 (ilustrat cu trei vaporizări de Dolfi Trost)
- Inventatorul iubirii, urmat de Parcurg imposibilul și de Marea Moartă, Editura Negația Negației, 1945 (ilustrat cu cinci cubomanii nonoedipiene)
- Dialectique de la Dialectique. Message adressé au mouvement surréaliste international, (Dialectica dialecticii. Mesaj adresat mișcării suprarealiste internaționale), în colaborare cu Dolfi Trost, Imprimeria Slova, Colecția suprarealistă, 1945
- Présentation de graphie colorée de cubomanie et d’objets, exposition, 7 janvier-28 janvier' (Prezentare de grafii colorate de cubomanii și de obiecte. Expoziție. 7 ianuarie-28 ianuarie), în colaborare cu Dolfi Trost, Les Éditions de l’Oubli (Editura Uitării), 1945
- Les orgies des quanta. Trente-trois cubomanies non-oedipiennes, (Orgiile cuantelor. Treizeci și trei de cubomanii non-oedipiene), în colaborare cu Dolfi Trost, Colecția suprarealistă, 1946
- Amphitrite. Mouvements sur thaumaturgiques et non-oedipiennes, (Amphitrita. Mișcări subtaumaturgice și non-oedipiene), Imprimeria Socec, Colecția Infra-Noir, 1947
- Le Secret du Vide et du Plein, (Secretul Vidului și al Plinului), Tipografia Socec, Colecția Infra-Noir, 1947
- L’Infra-Noir, (Infra-Negrul) în colaborare cu Gellu Naum, Paul Păun, Virgil Teodorescu și Dolfi Trost, Colecția suprarealistă, 1946
- Éloge de Malombre, (Elogiul Malombrei), în colaborare cu Gellu Naum, Paul Păun, Virgil Teodorescu și Dolfi Trost, Colecția suprarealistă, 1947

### Texte publicate în străinătate
- Héros-Limite, Le Soleil Noir, Paris, 1953
- Ce Château Pressenti, Méconnaissance, Paris, 1958 (cu frontispiciu și gravuri de Victor Brauner; tiraj de 350 de exemplare numerotate)
- La Clef, Poème-Tract, Paris, 1960
- L'Extrême-Occidentale, Éditions Mayer, Lausanne, 1961 (cu 7 gravuri de Jean Arp, Victor Brauner, Max Ernst, Jacques Hérold, Wilfredo Lam, Roberto Matta și Dorothea Tanning)
- La Lettre, Paris, 1960
- Le sorcier noir, în colaborare cu Jacques Hérold, Paris, 1962
- Présence de l'imperceptible, Franz Jacob, Châtelet, 1962 (cu fotografii ale unor sculpturi kinetice de Pol Bury)
- Sept slogans ontophoniques, Brunidor, Paris, 1963 (cu gravuri de Augustin Fernandez, Enrique Zanartu, Gisèle Celan-Lestrange, Jacques Hérold)
- Poésie élémentaire, Éditions Brunidor, Vaduz, Liechtenstein, 1966
- Apostroph'Apocalypse, Éditions Upiglio, Milano, 1967 (cu 14 gravuri de Wilfredo Lam)
- Sisyphe Géomètre, Éditions Givaudan, Paris, 1967 (cu o sculptură de carte de Piotr Kowalski)
- Droit de regard sur les idées, Éditions Brunidor, Paris, 1967
- Déférés devant un tribunal d'exception, Paris, 1968
- Dé-Monologue, Éditions Brunidor, Paris, 1969 (cu 2 gravuri de Micheline Catty)
- La fin du monde, Éditions Petitthory, Paris, 1969 (cu un frontispiciu de Micheline Catty și 5 desene de autor)
- Le Tourbillon qui repose, Critique et Histoire, 1973
- Le Chant de la carpe, Le Soleil Noir, Paris, 1973 (cu o sonogramă si o sculptură de Piotr Kowalski)
- Paralipomènes, Le Soleil Noir, Paris, 1976 (cu o cubomanie de autor)
- Théâtre de Bouche, Criapl'e, Paris, 1984 (cu o gravură și 8 desene de Micheline Catty)
- Satyres et Satrape, Éditions de la Crem, Barlfeur, 1987
- Le Cri, Éditions Au fil de l'encre, Paris, 1995
- Self-Shadowing Prey, Contra Mundum Press, New York, 2012. Tr. with an intro by Mary Ann Caws
- La zozobra de la lengua, El Desvelo Ediciones, Santander, 2018, 368 p. ISBN 978-84-948306-3-1. Antologie trilingvă (spaniolă, română și franceză) de poezii, tradusă de Catalina Iliescu, Vicente Gutiérrez Escudero, Jesús García Rodríguez și Eugenio Castro; studiu introductiv de Vicente Gutiérrez Escudero. Include cubomanías și alte lucrări grafice.

### Alte lucrări
- La proie s'ombre, Éditions José Corti, 1991
- La voici la voie silanxieuse, Éditions José Corti, 1997
- Levée d'écrou, Éditions José Corti, 2003

## Filmografie
- Comment s'en sortir sans sortir (1988), regizat de Raoul Sangla, film în care Gherasim Luca recită 8 dintre poemele sale.